# 퍼실
퍼실(Persil)은 독일의 세탁 세제 브랜드이다. 영국, 아일랜드, 프랑스, 라틴아메리카(멕시코 제외), 중국, 오스트레일리아, 뉴질랜드의 경우 유니레버에서, 그 외 지역들에서는 헨켈에서 제조 및 마케팅하고 있다. 퍼실은 1907년 헨켈에 의해 도입되었다. 표백제와 세제를 합친 최초로 상업화된 세탁 세제이다. 이 이름은 원재료들 중 2가지인 과붕산나트륨을 뜻하는 sodium perborate와 규산나트륨을 뜻하는 sodium silicate에서 비롯되었다.